# Kärevere (przystanek kolejowy)
Kärevere – przystanek kolejowy w miejscowości Kärevere, w prowincji Järvamaa, w Estonii. Położony jest na linii Tallinn – Viljandi.

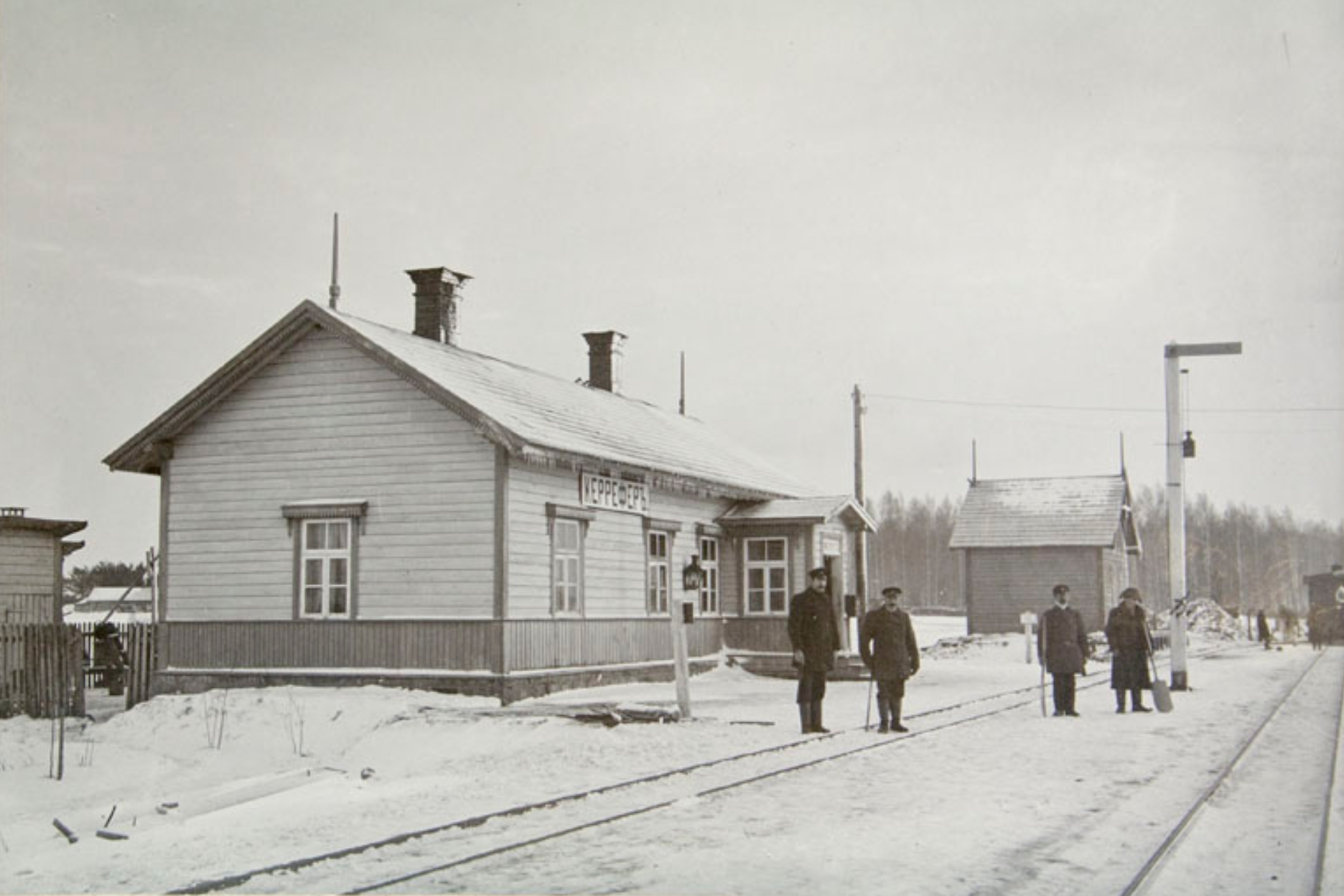
stacja w czasach carskich